# Soupha nouvongi
Soupha nouvongi är en skalbaggsart som beskrevs av Stefan von Breuning 1963. Soupha nouvongi ingår i släktet Soupha och familjen långhorningar.
Artens utbredningsområde är Laos. Inga underarter finns listade i Catalogue of Life.